# Corel Presentations
Corel Presentations ist ein Präsentationsprogramm der Firma Corel und Bestandteil des Pakets WordPerfect Office.

## Aktuelle Version
Die aktuelle Version von Presentations ist X7. Sie erschien mit der Paketversion WordPerfect Office X7 2014, ist jedoch nie so weit verbreitet gewesen wie das Präsentationsprogramm Microsoft PowerPoint. Seit der 2008 erschienenen Version X4 ist Presentations nur noch in englischer Sprache verfügbar.